# Chreszczate (obwód połtawski)
Chreszczate (ukr. Хрещате) – wieś na Ukrainie, w obwodzie połtawskim, w rejonie połtawskim. W 2001 liczyła 262 mieszkańców, spośród których 253 wskazało jako ojczysty język ukraiński, a 9 rosyjski.